# Trofee Maarten Wynants 2016
La 3e édition du Trofee Maarten Wynants a eu lieu le 8 mai 2016. La course fait partie du calendrier international féminin UCI 2016 en catégorie 1.2 et de la Lotto Cycling Cup pour Dames 2016. La course est remportée par la Belge Lotte Kopecky.

## Classements

### Classement final
| \| Classement général \| Classement général \| Classement général \| Classement général \| Classement général \| \| Coureuse \| Coureuse \| Pays \| Équipe \| Temps \| \| ------------------ \| ------------------ \| ------------------ \| -------------------------------------------- \| ------------------ \| \| 1re \| Lotte Kopecky \| Belgique \| Lotto Soudal Ladies \| 2 h 44 min 06 s \| \| 2e \| Lauren Kitchen \| Australie \| Hitec Products \| + 0 s \| \| 3e \| Kelly Druyts \| Belgique \| Topsport Vlaanderen-Etixx \| + 0 s \| \| 4e \| Monique van de Ree \| Pays-Bas \| Lares-Waowdeals Women \| + 0 s \| \| 5e \| Demi de Jong \| Pays-Bas \| Boels Dolmans \| + 0 s \| \| 6e \| Daiva Tušlaitė \| Lituanie \| Inpa-Bianchi \| + 0 s \| \| 7e \| Wiebke Rodieck \| Allemagne \| Koga Ladies-Protective-Fachklinik Dr. Herzog \| + 0 s \| \| 8e \| Anouk Rijff \| Pays-Bas \| Lotto Soudal Ladies \| + 0 s \| \| 9e \| Daniela Gaß \| Allemagne \| Wielerclub de sprinters Malderen \| + 0 s \| \| 10e \| Inga Rodieck \| Allemagne \| Koga Ladies-Protective-Fachklinik Dr. Herzog \| + 0 s \| |                    |           |                                              |                 |
| |                    |           |                                              |                 |
| Source : ProCyclingStats |                    |           |                                              |                 |
| Classement général |                    |           |                                              |                 |
| Coureuse | Coureuse           | Pays      | Équipe                                       | Temps           |
| 1re | Lotte Kopecky      | Belgique  | Lotto Soudal Ladies                          | 2 h 44 min 06 s |
| 2e | Lauren Kitchen     | Australie | Hitec Products                               | + 0 s           |
| 3e | Kelly Druyts       | Belgique  | Topsport Vlaanderen-Etixx                    | + 0 s           |
| 4e | Monique van de Ree | Pays-Bas  | Lares-Waowdeals Women                        | + 0 s           |
| 5e | Demi de Jong       | Pays-Bas  | Boels Dolmans                                | + 0 s           |
| 6e | Daiva Tušlaitė     | Lituanie  | Inpa-Bianchi                                 | + 0 s           |
| 7e | Wiebke Rodieck     | Allemagne | Koga Ladies-Protective-Fachklinik Dr. Herzog | + 0 s           |
| 8e | Anouk Rijff        | Pays-Bas  | Lotto Soudal Ladies                          | + 0 s           |
| 9e | Daniela Gaß        | Allemagne | Wielerclub de sprinters Malderen             | + 0 s           |
| 10e | Inga Rodieck       | Allemagne | Koga Ladies-Protective-Fachklinik Dr. Herzog | + 0 s           |

### Points UCI
| Position           | 1er | 2e | 3e | 4e | 5e | 6e | 7e | 8e | 9e | 10e |
| Classement général | 40  | 30 | 16 | 12 | 10 | 8  | 6  | 3  | 2  | 1   |